# Siarhiej Staś
Siarhiej Leanidawicz Staś, błr. Сяргей Леанідавіч Стась, ros. Сергей Леонидович Стась – Siergiej Leonidowicz Staś (ur. 28 kwietnia 1974 w Mińsku) – białoruski hokeista, reprezentant Białorusi, dwukrotny olimpijczyk. Trener hokejowy.
Jego brat Andrej (ur. 1988) i syn Siarhiej (ur. 1991) także zostali hokeistami.

## Kariera zawodnicza
- Dynama Mińsk (1992-1993)
- Tiwali Mińsk (1993-1994)
- Erie Panthers (1994-1995)
- Greensboro Monarchs (1995)
- Quad City Mallards (1995-1996)
- Phoenix Roadrunners (1995/1996)
- Fort Wayne Komets (1995/1996)
- Las Vegas Thunder (1996/1997)
- San Antonio Dragons (1996/1997)
- Saginaw Lumber Kings (1996/1997)
- Nürnberg Ice Tigers (1997-1999)
- Revierlöwen Oberhausen (1999-2000)
- Augsburger Panther (2000-2001)
- Krefeld Pinguine (2001-2003)
- EHC Freiburg (2003-2004)
- HK Homel (2004)
- Moskitos Essen (2004-2005)
- Dresdner Eislöwen (2005-2007)
- Junost' Mińsk (2007-2008)
- Wölfe Freiburg (2008-2010)
- HK Szachcior Soligorsk (2010-2014)
- HK Homel (2014-2015)

Wychowanek Junosti Mińsk. Od 1993 do 1997 przebywał w Ameryce Północnej, gdzie grał w ligach ECHL, CoHL i IHL. Po powrocie do Europy występował w klubach niemieckich w ligach DEL i 2. Bundesligi oraz w zespołach białoruskiej ekstraligi. Od stycznia 2015 zawodnik HK Homel. W połowie 2015 zakończył karierę zawodniczą.
Uczestniczył w turniejach mistrzostw świata w 1997 (Grupa B), 1998, 2000, 2001 (Grupa A), 2002 (Dywizja I), 2003 (Grupa A), 2004 (Dywizja I) oraz zimowych igrzysk olimpijskich 1998, 2002.

## Kariera trenerska
- HK Homel (2015-2017), trener w sztabie szkoleniowym
- Dynama Mińsk (2017-2018), trener w sztabie szkoleniowym
- HK Homel (2019-), główny trener

Po zakończeniu kariery zawodniczej pozostał w klubie z Homla i został członkiem sztabu szkoleniowego. Od lipca 2017 asystent trenera w Dynamie Mińsk. Pod koniec stycznia 2019 został ogłoszony głównym trenerem HK Homel.

## Sukcesy
Reprezentacyjne
- Awans do mistrzostw świata Grupy A: 1997
- Czwarte miejsce w turnieju zimowych igrzysk olimpijskich: 2002
- Awans do mistrzostw świata Elity: 2002, 2004

Klubowe zawodnicze
- Złoty medal mistrzostw Białorusi: 1993, 1994 z Tiwali Mińsk
- Finał ECHL o Kelly Cup: 1995 z Greensboro Monarchs
- Srebrny medal mistrzostw Niemiec: 1999 z Nürnberg Ice Tigers
- Złoty medal mistrzostw Niemiec: 2003 z Krefeld Pinguine
- Srebrny medal mistrzostw Białorusi: 2008 z Junostią Mińsk
- Brązowy medal mistrzostw Białorusi: 2013 z Szachciorem Soligorsk, 2014, 2015 z HK Homel

Indywidualne zawodnicze
- Mistrzostwa Świata w Hokeju na Lodzie 2002 Dywizja I:
  - Pierwsze miejsce w klasyfikacji +/- turnieju: +16[7]

Klubowe szkoleniowe
- Srebrny medal mistrzostw Białorusi: 2021 z HK Homel

Wyróżnienia
- Zasłużony Mistrz Sportu Republiki Białorusi (2002)[8]